# Max Christiansen
Max Christiansen (ur. 25 września 1996 we Flensburgu) – niemiecki piłkarz grający na pozycji pomocnika. Od 2018 roku zawodnik Arminii Bielefeld.

## Życiorys
Jest wychowankiem Hansy Rostock. W czasach juniorskich trenował także w SV Adelby, Flensburg 08 i Holsteinie Kiel. W latach 2014–2015 grał w pierwszym zespole Hansy. 9 stycznia 2015 odszedł za 500 tysięcy euro do FC Ingolstadt 04. 3 października 2015 zadebiutował w Bundeslidze – miało to miejsce w wygranym 2:0 meczu z Eintrachtem Frankfurt. 1 lipca 2018 został na zasadzie wolnego transferu piłkarzem Arminii Bielefeld.
W 2016 roku został powołany do kadry do lat 23 na Igrzyska Olimpijskie w Rio de Janeiro. Wraz z nią zdobył srebrny medal po porażce w finale z Brazylią.